# Comprensión pedagógica
La comprensión pedagógica es un criterio metodológico de la pedagogía que consiste en la capacidad del maestro para relacionarse de manera interpersonal y dialógica en la enseñanza-aprendizaje con el alumno para lograr un entendimiento mutuo.  Hizo parte de la escuela constructivista como respuesta a la reflexión que suscitó en la Escuela Nueva de la pedagogía, para hallar la forma más pertinente de resolver el problema de comprender. Varios autores, inspirados por las obras de Hans-Georg  Gadamer  y este de Heidegger, plantearon que el conocimiento no era sujeto a leyes o conceptos objetivos, sino que tenía implicaciones más profundas,  relacionadas con el ser y a la vez esta comprensión tenía una relación directa con la construcción del saber por medio del tú.  Para esto se basaron en la historicidad de la  hermenéutica.

## Historia
Los inicios de la comprensión pedagógica se desprenden de la  filosofía, basados en la obra de  Hans-Georg Gadamer titulado Verdad y método en la cual se empieza a vislumbrar una nueva forma de comprender a partir de la historicidad de la comprensión. En ella,  los prejuicios y la tradición juegan un papel fundamental en la acumulación sistemática del conocimiento como elementos fieles e inherentes a la historia.  A partir de este libro, autores como Eduard Spranger, Reiner Dietrich, Horst Scarbath , Carl Rogers y Rafael Flórez llevan este concepto a la pedagogía a partir de los años 60’s.

## Clasificación
Existen varios tipos de comprensión pedagógica: comprensión adivinatoria, comprensión informada, comprensión curricular, comprensión facilitadora y comprensión elevatoria.

### Comprensión adivinatoria
Fue planteada por August Aichhom y Günther Bittner. Consiste en que el alumno se sienta libre de expresar con espontaneidad sus vivencias, sean gratificantes o no, y donde el maestro es quien las adivina, descifra y comprende, y trata de establecer las múltiples relaciones en que se encuentran superpuestas las expresiones del alumno pretendiendo, a su vez, establecer nuevas. Sin embargo, se puede deducir que aquí el alumno no es completamente libre ya que este es  “adivinado” por un maestro que no deja atrás sus prejuicios y que crea desde su única perspectiva su principio y lógica. Esta forma de comprensión quedaría incluida en la comprensión sicológica en donde "el tú comprendido no habla, sino que es hablado por el otro."

### Comprensión informada
Fue desarrollada por Reiner Dietrich. Se basa en la formación psicológica del profesor. En esta comprensión el maestro tiene bases en la psicología para determinar las distintas etapas del desarrollo de los alumnos y sus puntos de vista en cada una de ellas con el propósito de anticipárseles desde su conocer.

### Comprensión curricular
Se trata de comprender al alumno a partir de su biografía concibiéndolo como una totalidad en su trayectoria de vida. El rol del profesor es ser un promotor que impulse el desarrollo curricular de cada alumno.

### Comprensión facilitadora
Fue propuesta por Carl Rogers. Se basa en que el maestro se ponga en el lugar de los alumnos para comprenderlo y así facilitar su aprendizaje. En esta comprensión se busca no imponer la enseñanza al alumno y además reconocérsele por igual sin ningún tipo de influencia en un acto de interacción personal permanente.

### Comprensión elevatoria
Fue desarrollada por Eduard Spranger, uno de los principales representantes de las Ciencias del Espíritu.  Se basa en que el alumno, quien posee vivencias y actos relevantes, es llevado hacia los ideales de la cultura frente una sociedad con la cual está unido por la acción recíproca y la solidaridad; la sugestión y la imitación. El maestro se encarga de interpretar estos enlaces del alumno estableciendo sus propias anticipaciones y selecciones con el fin de promover dialógicamente al alumno tanto en aspectos espirituales como culturales de la época.

## Formas de comprensión deltúen la pedagogía
Según Flórez, desde el enfoque histórico-hermenéutico de Gadamer,  existen 4 maneras distintas para referirse a la comprensión del tú :
1. La primera es cuando una persona se anticipa el comportamiento del otro a través de la observación de manera arbitraria que le permite adivinar su comportamiento con el fin de manipularlo para su propia conveniencia.[9]
2. Se basa de igual manera en la observación pero apoyada en las ciencias sociales, en donde la interpretación del observador pasa de la subjetividad a la objetividad y los comportamientos del otro pasan a ser vistos como algo natural para, de esta forma, encajarlos en un modelo ya existente.[10]
3. Hay un reconocimiento recíproco del tú como alter ego, aún con el punto de vista de sí mismo y en donde cada uno busca conocer mejor al otro y de esta manera, hacerle sentir que está en ventaja como si fuese un juego de dominación.[11]
4. En la última forma no se califica a la otra persona, más bien, se le escucha y comprende sin intenciones de crear hipótesis sobre él o manipularlo; es reconocer en él su capacidad de pensar y expresarse.[12]

## Críticas a la comprensión pedagógica
Existen críticas frente a las cinco clases de comprensión pedagógica argumentando que tienden a ser muy subjetivas y olvidándose de la relación de enseñanza profesor-estudiante.  Se enfatiza en la importancia de que exista un equilibrio entre la totalidad de formación del alumno y la enseñanza como un acto racional planeado por parte del profesor. Igualmente se advierte que si se descuida el primer aspecto, existirá manipulación por parte del profesor; y si se descuida el otro, solo habría un conocimiento unidireccional por parte del alumno.

## Últimas concepciones
El término de comprensión pedagógica se ha ido transformando por el que se conoce actualmente como comunicación pedagógica, aunque ya desde un enfoque dialéctico-hermenéutico.  Esta se enfoca en la importancia del profesor, para no solo tener en cuenta la parte cognoscitiva sino también la parte emocional del alumno. Esta comunicación propende en ayudar al alumno a adquirir conocimientos, modificar y conformar tanto hábitos como conductas, y adquirir capacidades intelectuales y emocionales.
Este tipo de metodología se hace a partir de la mediación pedagógica cuyo propósito es el acuerdo entre el educador y el alumno a través de recursos didácticos, del propio contexto,  de los compañeros de clase, del mismo alumno y del futuro de este.